# Joseph-Charles Lefèbvre
Joseph-Charles Lefèbvre (Tourcoing, 15 april 1892 – Bourges, 2 april 1973) was een Frans geestelijke en kardinaal van de Rooms-Katholieke Kerk. Hij was een neef van de aartsbisschop Marcel Lefebvre.
Lefèbvre studeerde aan de Katholieke Universiteit Rijsel en de Pauselijke Universiteit Gregoriana en het Pauselijk Frans Seminarie, beide in Rome. Hij deed dienst in het Franse leger tijdens de Eerste Wereldoorlog, raakte gewond en werd al in 1914 in België krijgsgevangen gemaakt. Hij kwam in 1918 vrij in Zwitserland, na een uitwisseling van krijgsgevangenen.
Hij werd op 17 december 1921 priester gewijd. Hij werkte hierna in de zielzorg, voornamelijk in het bisdom Poitiers. Hij werd in 1936 vicaris-generaal van dat bisdom. In datzelfde jaar benoemde paus Pius XI hem tot pauselijk huisprelaat. In 1938 werd hij benoemd tot bisschop van Troyes. In 1943 benoemde paus Pius XII hem tot metropolitaan aartsbisschop van Bourges.
Paus Johannes XXIII creëerde hem kardinaal in het consistorie van 28 maart 1960, tegelijk met de Nederlandse aartsbisschop Bernardus Alfrink. De San Giovanni dei Fiorentini werd zijn titelkerk. Kardinaal Lefèbvre nam deel aan het Tweede Vaticaans Concilie en aan het conclaaf van 1963 dat leidde tot de verkiezing van Giovanni Battista kardinaal Montini die de naam Paulus VI aannam. Van 1965 tot 1969 was kardinaal Lefèbvre voorzitter van de Franse Bisschoppenconferentie.
Hij overleed in 1973. Zijn lichaam werd bijgezet in de crypte van de kathedraal van Bourges.
- Bibliothèque nationale de France: cb122062970 (data)
- Gemeinsame Normdatei: 1082137707
- International Standard Name Identifier: 0000 0001 1294 9182
- Library of Congress Control Number: n92043396
- Base Léonore: 19800035/1198/38530
- Nederlandse Thesaurus van Auteursnamen: 085987239
- Système universitaire de documentation: 087762579
- Virtual International Authority File: 164779082
- WorldCat: E39PBJbCPQb4DkK9KQjCBxxqwC